# Campionati del mondo di atletica leggera 2023 - Getto del peso maschile
La gara del getto del peso maschile dei campionati del mondo di atletica leggera 2023 si è svolta il 19 agosto al Centro nazionale di atletica leggera di Budapest, in Ungheria.

## Podio
| Pos.    | Atleta          | Nazionalità | Misura  |
| ------- | --------------- | ----------- | ------- |
| Oro     | Ryan Crouser    | Stati Uniti | 23,51 m |
| Argento | Leonardo Fabbri | Italia      | 22,34 m |
| Bronzo  | Joe Kovacs      | Stati Uniti | 22,12 m |

## Situazione pre-gara

### Record
Prima di questa competizione, il record del mondo (RM) e il record dei campionati (RC) erano i seguenti.
| Record                | Prestazione | Atleta                   | Data                                              | Competizione  |
| --------------------- | ----------- | ------------------------ | ------------------------------------------------- | ------------- |
| Record mondiale       | 23,56 m     | Ryan Crouser Stati Uniti | 27 maggio 2023 Los Angeles, Stati Uniti d'America |               |
| Record dei campionati | 22,94 m     | Ryan Crouser Stati Uniti | 17 luglio 2022 Eugene, Stati Uniti d'America.     | Mondiali 2022 |

### Campioni in carica
I campioni in carica, a livello mondiale e olimpico, erano:
| Campione | Atleta                   | Prestazione | Data                                          | Competizione         |
| -------- | ------------------------ | ----------- | --------------------------------------------- | -------------------- |
| Olimpico | Ryan Crouser Stati Uniti | 23,30 m     | 5 agosto 2021 Tokyo, Giappone                 | Giochi olimpici 2021 |
| Mondiale | Ryan Crouser Stati Uniti | 22,94 m     | 17 luglio 2022 Eugene, Stati Uniti d'America. | Mondiali 2022        |

### La stagione
Prima di questa gara, gli atleti con le migliori tre prestazioni dell'anno erano:
| Pos. | Atleta                   | Prestazione | Data                                              |
| ---- | ------------------------ | ----------- | ------------------------------------------------- |
| 1    | Ryan Crouser Stati Uniti | 23,56 m     | 27 maggio 2023 Los Angeles, Stati Uniti d'America |
| 2    | Joe Kovacs Stati Uniti   | 22,69 m     | 29 aprile 2023 Nashville, Stati Uniti d'America   |
| 3    | Tom Walsh Nuova Zelanda  | 22,58 m     | 23 luglio 2023 Londra, Regno Unito                |

## Risultati

### Qualificazione
Qualificazione: gli atleti che raggiungono i 21,40 m (Q) o le migliori 12 misure (q).
Le qualificazioni si sono svolte il 19 agosto alle 10:30.
| Pos. | Gruppo | Atleta                | Nazionalità          | 1ª prova | 2ª prova | 3ª prova | Misura | Note |
| ---- | ------ | --------------------- | -------------------- | -------- | -------- | -------- | ------ | ---- |
| 1    | A      | Darlan Romani         | Brasile              | 22,37    |          |          | 22,37  | Q,   |
| 2    | A      | Zane Weir             | Italia               | 20,81    | 21,82    |          | 21,82  | Q    |
| 3    | B      | Tom Walsh             | Nuova Zelanda        | 21,73    |          |          | 21,73  | Q    |
| 4    | B      | Joe Kovacs            | Stati Uniti          | 21,59    |          |          | 21,59  | Q    |
| 5    | B      | Payton Otterdahl      | Stati Uniti          | 21,16    | 21,54    |          | 21,54  | Q    |
| 6    | A      | Jacko Gill            | Nuova Zelanda        | 20,83    | x        | 21,49    | 21,49  | Q    |
| 7    | A      | Ryan Crouser          | Stati Uniti          | 21,48    |          |          | 21,48  | Q    |
| 8    | A      | Filip Mihaljević      | Croazia              | 21,10    | 20,30    |          | 21,10  | (q)  |
| 9    | B      | Armin Sinančević      | Serbia               | 20,39    | x        | 20,92    | 20,92  | (q)  |
| 10   | A      | Rajindra Campbell     | Giamaica             | 19,83    | x        | 20,83    | 20,83  | (q)  |
| 11   | B      | Mostafa Amr Hassan    | Egitto               | 20,62    | 20,81    | x        | 20,81  | (q)  |
| 12   | B      | Leonardo Fabbri       | Italia               | 19,41    | x        | 20,74    | 20,74  | (q)  |
| 13   | A      | Chukwuebuka Enekwechi | Nigeria              | x        | 20,41    | 20,68    | 20,68  |      |
| 14   | A      | Mohamed Magdi Hamza   | Egitto               | 20,26    | 20,68    | x        | 20,68  |      |
| 15   | B      | Uziel Muñoz           | Messico              | 20,62    | 19,96    | 20,42    | 20,62  |      |
| 16   | B      | Tomáš Staněk          | Rep. Ceca            | x        | 20,41    | 19,91    | 20,41  |      |
| 17   | B      | Welington Morais      | Brasile              | 20,30    | 19,87    | 19,95    | 20,30  |      |
| 18   | A      | Scott Lincoln         | Regno Unito          | 20,18    | 19,77    | 20,22    | 20,22  |      |
| 19   | A      | Asmir Kolašinac       | Serbia               | 20,01    | x        | 19,95    | 20,01  |      |
| 20   | A      | Josh Awotunde         | Stati Uniti          | 19,98    | x        | x        | 19,98  |      |
| 21   | B      | Marcus Thomsen        | Norvegia             | 19,97    | x        | x        | 19,97  |      |
| 22   | A      | Mesud Pezer           | Bosnia ed Erzegovina | 19,40    | 19,26    | 19,86    | 19,86  |      |
| 23   | A      | Eric Favors           | Irlanda              | 19,34    | 19,52    | 19,65    | 19,65  |      |
| 24   | A      | Burger Lambrechts Jr. | Sudafrica            | 19,46    | 19,52    | x        | 19,52  |      |
| 25   | A      | Michał Haratyk        | Polonia              | 19,27    | 19,49    | 19,51    | 19,51  |      |
| 26   | B      | Nazareno Sasia        | Argentina            | x        | x        | 19,51    | 19,51  |      |
| 27   | A      | Francisco Belo        | Portogallo           | 19,24    | x        | x        | 19,24  |      |
| 28   | B      | Konrad Bukowiecki     | Polonia              | 18,25    | 19,21    | x        | 19,21  |      |
| 29   | A      | Roman Kokoško         | Ucraina              | 18,56    | 19,09    | 19,17    | 19,17  |      |
| 30   | B      | Tsanko Arnaudov       | Portogallo           | x        | 19,03    | 19,17    | 19,17  |      |
| 31   | B      | Odysseas Mouzenidis   | Grecia               | 18,48    | x        | 19,08    | 19,08  |      |
| 32   | B      | Fred Moudani-Likibi   | Francia              | x        | x        | 18,88    | 18,88  |      |
| 33   | A      | Mark Bujnowski        | Canada               | 17,71    | 18,57    | 18,84    | 18,84  |      |
| 34   | B      | Kyle Blignaut         | Sudafrica            | 17,89    | 18,82    | x        | 18,82  |      |
| 35   | A      | Balázs Tóth           | Ungheria             | 17,37    | x        | 17,27    | 17,37  |      |
|      | B      | Andrei Toader         | Romania              | x        | x        | x        | NM     |      |
|      | B      | Bob Bertemes          | Lussemburgo          | x        | x        | x        | NM     |      |

### Finale
La finale si è svolta il 19 agosto alle 20:40.
| Pos.    | Atleta             | Nazionalità   | 1ª prova | 2ª prova | 3ª prova | 4ª prova | 5ª prova | 6ª prova | Misura | Note                          |
| ------- | ------------------ | ------------- | -------- | -------- | -------- | -------- | -------- | -------- | ------ | ----------------------------- |
| Oro     | Ryan Crouser       | Stati Uniti   | 22,63    | 22,98    | 22,28    | x        | x        | 23,51    | 23,51  | Record dei campionati         |
| Argento | Leonardo Fabbri    | Italia        | x        | 21,26    | 22,34    | x        | x        | 21,22    | 22,34  | Miglior prestazione personale |
| Bronzo  | Joe Kovacs         | Stati Uniti   | 21,55    | x        | 21,23    | 21,88    | 22,12    | 21,07    | 22,12  |                               |
| 4       | Tom Walsh          | Nuova Zelanda | x        | 21,69    | 21,93    | 21,40    | 22,05    | 21,51    | 22,05  |                               |
| 5       | Payton Otterdahl   | Stati Uniti   | 20,08    | 20,47    | 21,01    | 21,78    | 21,86    | 21,73    | 21,86  |                               |
| 6       | Jacko Gill         | Nuova Zelanda | 20,33    | 21,46    | 21,76    | 21,33    | 21,02    | 21,28    | 21,76  |                               |
| 7       | Filip Mihaljević   | Croazia       | 20,32    | 20,32    | 20,88    | 21,57    | x        | 21,44    | 21,57  |                               |
| 8       | Darlan Romani      | Brasile       | 21,31    | 21,10    | x        | x        | 21,41    | x        | 21,41  |                               |
| 9       | Armin Sinančević   | Serbia        | 20,78    | 20,18    | x        |          |          |          | 20,78  |                               |
| 10      | Mostafa Amr Hassan | Egitto        | x        | 20,14    | 20,17    |          |          |          | 20,17  |                               |
| 11      | Zane Weir          | Italia        | x        | 19,99    | x        |          |          |          | 19,99  |                               |
| -       | Rajindra Campbell  | Giamaica      | x        | x        | x        |          |          |          | nm     |                               |